# Платтер, Гюнтер
Гю́нтер Пла́ттер (нем. Günther Platter; род. 7 июня 1954, Цамс, Тироль, Австрия) — австрийский государственный деятель и политик, член Австрийской народной партии. Занимал посты в Федеральном правительстве Австрии: в 2003—2007 годах во втором кабинете Шюсселя пост министра обороны, в 2007—2008 годах в кабинете Гузенбауэра пост министра внутренних дел. Ландесхауптман Тироля с 2008 года. Президент еврорегиона Тироль-Альто-Адидже-Трентино с 2013 года.

## Биография
Родился в Цамсе 7 июня 1954 года. Выучившись на типографского работника в Ландеке, с 1973 по 1974 год проходил военную службу. В 1976 году поступил на службу в австрийскую федеральную жандармерию, сначала в Ландеке, затем в Имстоме.

### Политическая карьера
В 1986 году был избран муниципальным советником Цамса от Австрийской народной партии. С апреля 1989 года по ноябрь 2000 года был мэром Цамса. После выборов в Национальный совет, 7 ноября 1994 года стал депутатом Национального совета Австрии, подав в отставку из жандармерии. Он был членом комитетов по внутренним делам и по обороне, а также представителем Австрийской народной партии в правительстве. С 1999 года был представителем Австрийской народной партии по обороне, делегатом в Западноевропейском союзе и НАТО и членом Совета национальной обороны. 1 июля 2000 года стал заместителем председателя Австрийской народной партии в Тироле.
9 ноября 2000 года занял место государственного советника по делам школы, спорта, культуры, поддержки занятости и гражданству в правительстве Тироля. 17 марта 2001 года был избран председателем тирольской государственной организации профсоюза рабочих и служащих, членом которой являлся с 13 февраля 1979 года (с 1994 года в совете штата).
В 2002 году проиграл в выборах на место губернатора Тироля, уступив мэру Инсбрука Гервигу ван Штаа. После выборов в Национальный совет 2002 года был впервые назначен в федеральное правительство Австрии. 23 июня 2008 года Австрийская народная партия в Тироле выдвинула его кандидатуру на пост губернатора Тироля.
28 февраля 2003 года занял место министра обороны во II правительстве Шюсселя, сформированного коалицией Австрийской народной партии и Партии свободы Австрии (позднее с Альянсом за будущее Австрии). После отставки Эрнста Штрассера, с 11 по 22 декабря 2004 года временно исполнял обязанности министра внутренних дел.
В течение срока пребывания на посту министра обороны курировал закупку истребителей «Eurofighter Typhoon», участие австрийских солдат в военных операциях Евросоюза, комплексную реформу армии, начатую в 2004 году и сократившую срок обязательной военной службы с восьми до шести месяцев.
После выборов в Национальный совет 2006 года было сформировано новое правительство коалицией Австрийской народной партии и Социал-демократической партией Австрии во главе с федеральным канцлером Альфредом Гузенбауэром. В этом правительстве он занял место министра внутренних дел. Его позиция, как министра, по ограничению иммиграции подверглась критике со стороны правозащитных организаций. Он отказался сокращать альтернативную гражданскую службу с восьми до шести месяцев. В преддверии чемпионата Европы по футболу 2008 года в Австрии и Швейцарии призвал к превентивному задержанию потенциальных хулиганов, что фактически нарушало федеральную конституции Австрии и Конвенцию о правах человека, и его предложение было отклонено. Поддержал использование «правительственных вирусов» для получения доступа к компьютерным данным преступников.
Победив на выборах 2003 года стал новым главой федеральной земли Тироль. Во время своего первого президентского срока столкнулся с последствиями экономического кризиса 2009 года. При нём в 2012 году в Тироле был один из самых высоких уровней безработицы в Австрии. В ходе работы общенационального парламентского комитета по расследованию, созданного в 2011 году для выяснения обвинений в коррупции, возникли споры о предполагаемом принятии Платтером подарков, а также мнения о том, что приглашения на охоту, принятые губернатором, также были одной из форм взяток. Платтер был переизбран губернатором на заседании земельного парламента 24 мая 2013 года.

## Семья
Женат. Является отцом двоих детей.

## Награды
- Кавалер Большой почётной звезды «За заслуги перед Австрийской Республикой» (2007).
- Золотой Почётный знак «За заслуги перед Веной» (2024)[6].
- Орден «За заслуги» III степени (4 ноября 2022 года, Украина) — за весомый личный вклад в укрепление межгосударственного сотрудничества, поддержку государственного суверенитета и территориальной целостности Украины, популяризацию Украинского государства в мире[7].
- Кавалер Тирольского ордена «За заслуги» (2008).
- Кавалер Креста ордена Заслуг Святого Гроба Господнего Иерусалимского (2010).